# Quercus trojana
Espèce
Synonymes
- Quercus aegilops Griseb.
- Quercus castaniifolia Pantan.
- Quercus fragnus A.Longo
- Quercus grisebachii Kotschy, Mattei & Bald.
- Quercus macedonica A.DC.
- Quercus muzaura Balsamaki
- Quercus ostryifolia Borbás
- Quercus euboica Papaioann.

Statut de conservation UICN

 LC  : Préoccupation mineure
Répartition géographique
Quercus trojana, appelé communément Chêne de Troie ou Chêne de Macédoine, est une espèce européenne et asiatique de chênes de la famille des Fagacées.

## Description
Quercus trojana est un arbre de taille petite à moyenne atteignant 18 m de hauteur. L'écorce est gris-brun, fissurée, les rameaux sont brun vert avec des poils étoilés rares ou absents, puis brun gris ou chamois.
Le feuillage est caduc tardif à semi-persistant. Les feuilles de couleur gris-vert mesurent de 3 à 9 cm de long et de 2 à 5 cm. Elles sont ovales, lancéolées, dentées, ont 6 à 12 paires de dents mucronées, coriaces, à base arrondie, un peu glauques et glabres des deux côtés, ont de 8 à 14 paires de veines latérales et un réseau de veines tertiaires en relief dessous.
Les glands mesurent de 2,7 à 4,5 cm sur 1,8 à 2 cm de diamètre à l'apex tronqué à maturité, environ deux ans après la pollinisation, et sont en grande partie enfermés dans le gobelet squameux.

## Répartition
Quercus trojana est originaire du sud-est de l'Europe et de l'Asie mineure occidentale, du sud de l'Italie jusqu'à l'ouest de la Turquie en passant par les Balkans.
Il poussant à des altitudes faibles à modérées jusqu'à 1 600 m, dans des zones sèches.

## Sous-espèces
Il existe les sous-espèces suivantes :
- Q. trojana subsp. euboica : endémique de l'île d'Eubée en Grèce, arbustif.
- Q. trojana subsp. yaltirihii : On ne le trouve que dans le sud-est de la Turquie. Il présente des rameaux pubescents ainsi que des feuilles adultes pubescentes sur les deux faces.

On peut également trouver parfois le cultivar suivant :
- Q. trojana 'Fragno' : il résente des feuilles légèrement concaves, aux dents plus grandes et nettement acuminées.
- Q. trojana 'Podgorica' : il est une sélection belge réalisée par André Charlier[2].

## Fossile
On décrit des fossiles de Quercus trojana dans la flore fossile du district de Kızılcahamam, en Turquie, datant du Pliocène.

## Écologie
Quercus trojana est une plante hôte des chenilles de Phyllonorycter trojana.

## Galerie

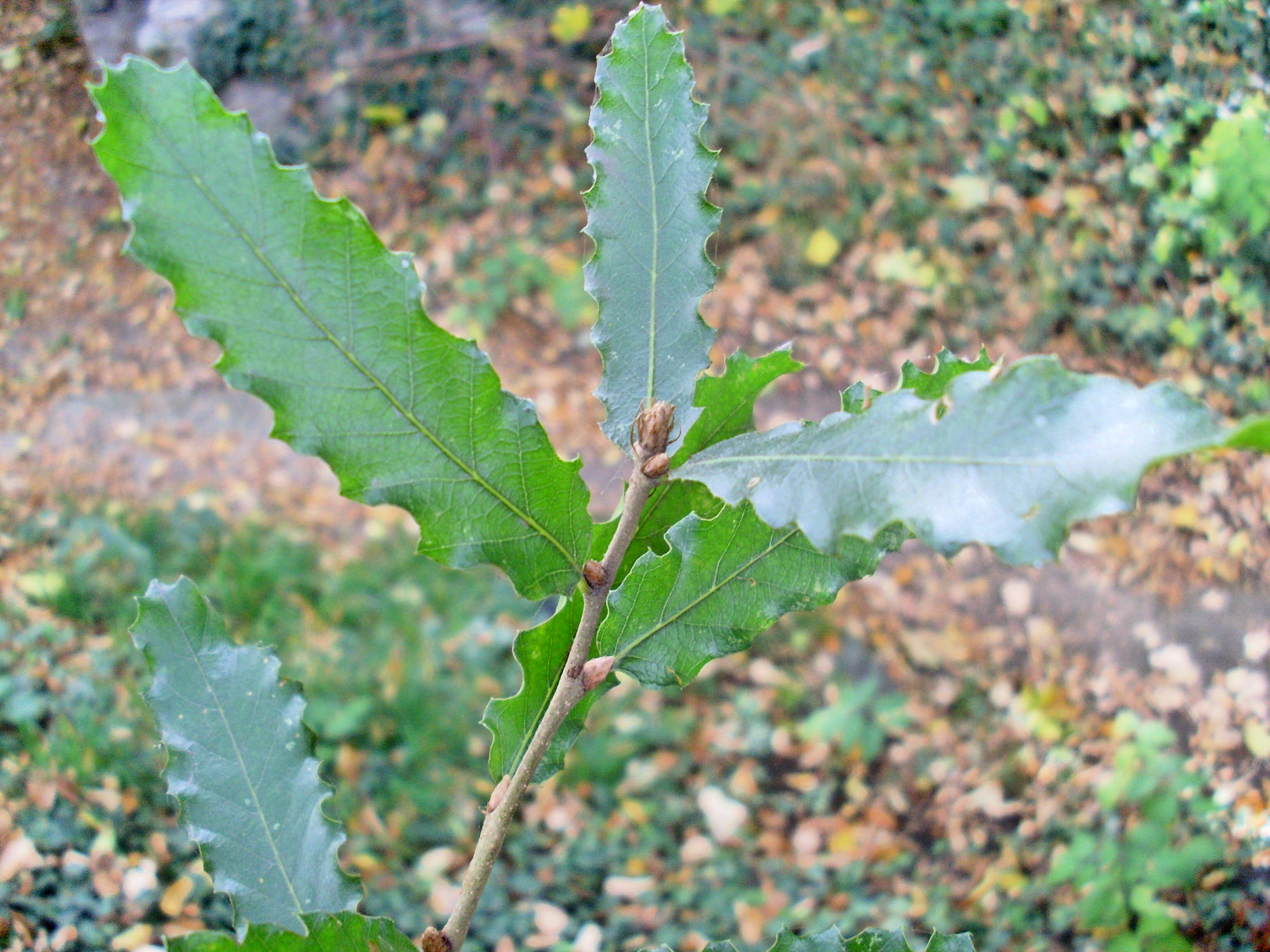
Feuilles
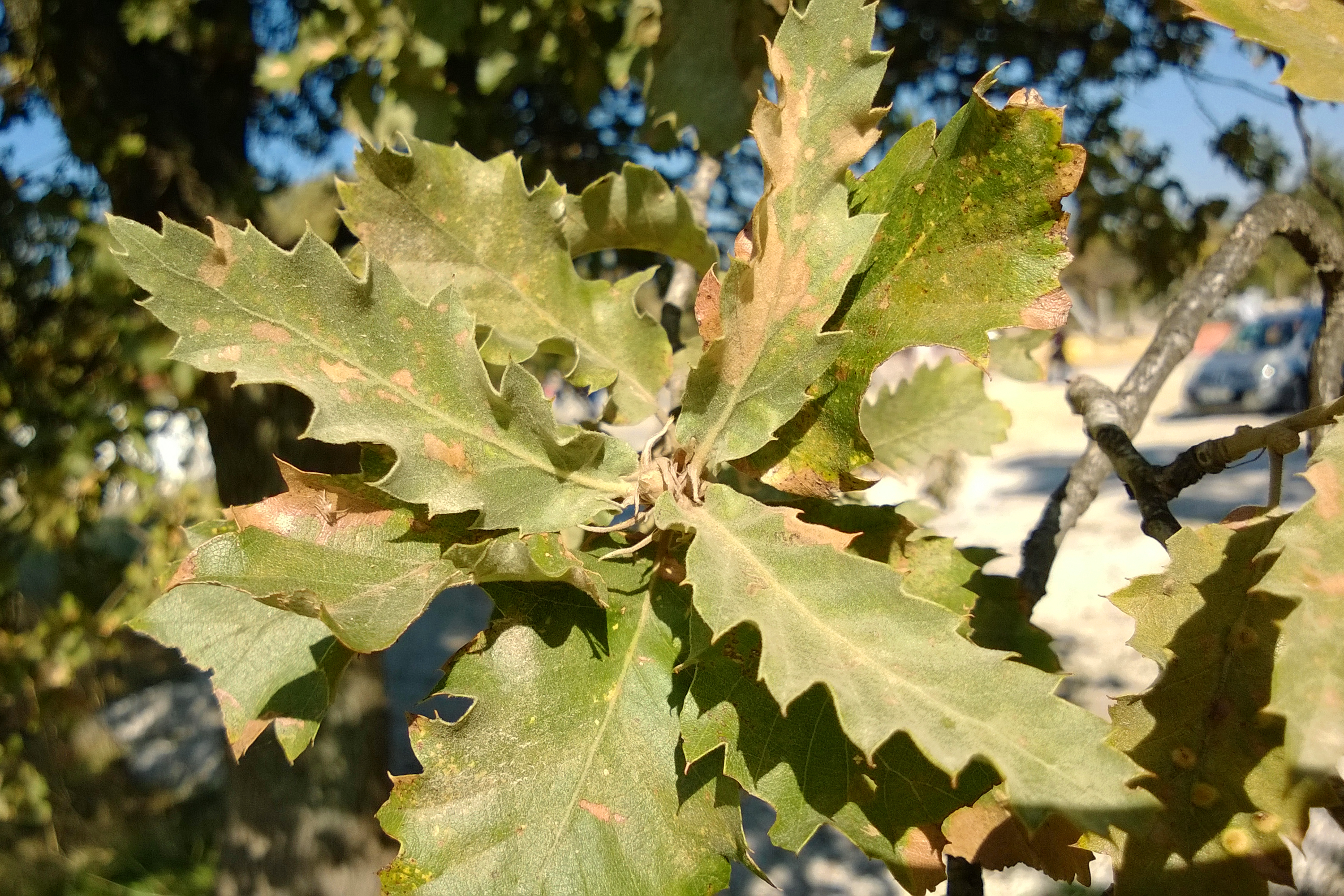
Feuilles
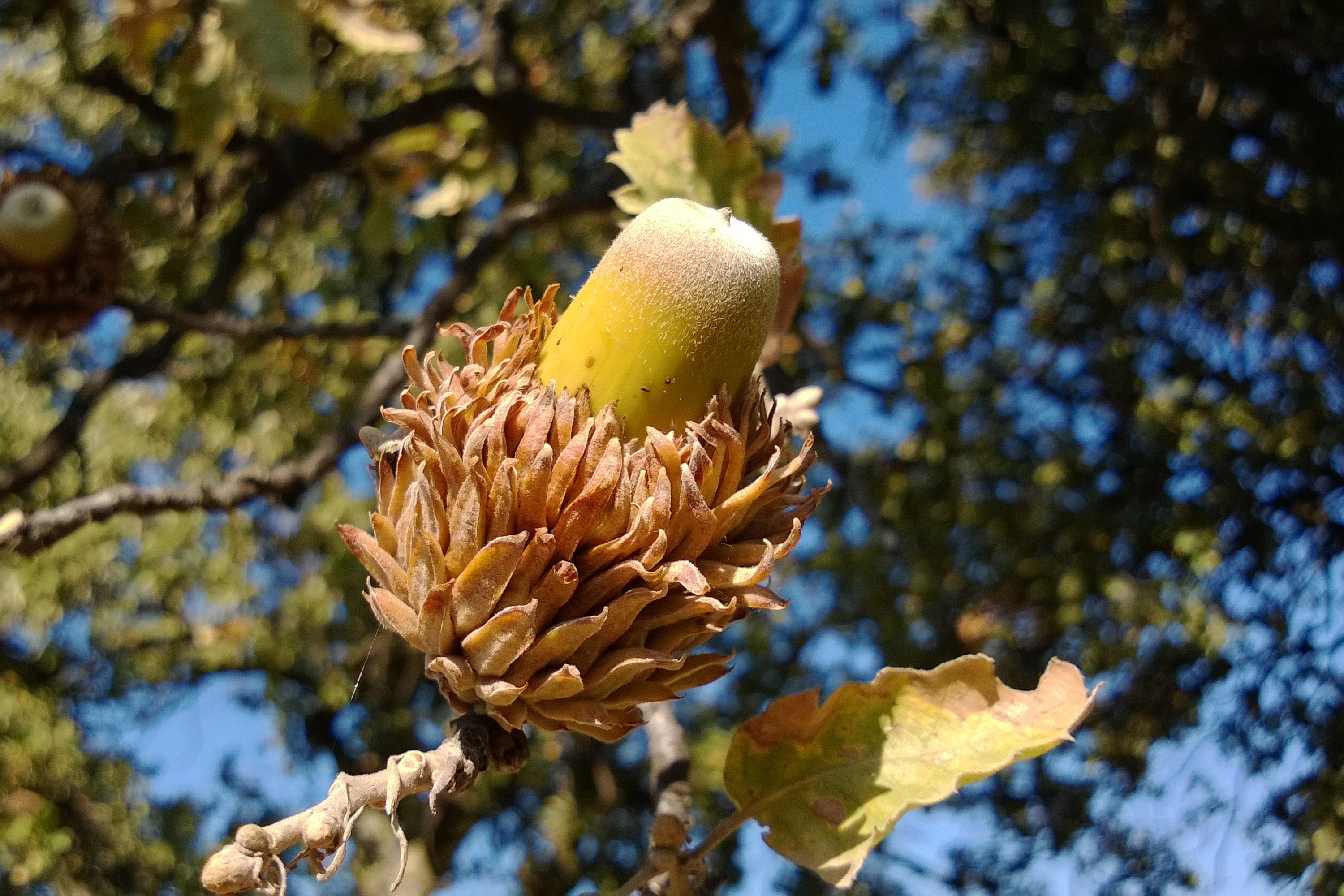
Gland